# Sasa (Gattung)
Sasa, auf Deutsch auch als Zwergbambus bezeichnet, ist eine Bambusgattung aus der Tribus Arundinarieae. Das Verbreitungsgebiet der etwa 60 Arten liegt in China, Japan, Korea und im Osten Russlands.

## Merkmale
Sasa ist eine Gattung von ausdauernden, strauchförmig wachsenden Bambusarten. Die Rhizome sind leptomorph und bilden lange, unterirdisch wachsende Triebe. Die Internodien sind dickwandig, stielrund, unbehaart und manchmal unter den Knoten weiß bemehlt oder spärlich flaumig behaart. Die Äste wachsen einzeln und sind häufig ähnlich lang wie die Halme. Die Halmscheiden sind bleibend und papierartig bis beinahe ledrig. Blattöhrchen können ausgebildet sein. Die Halmblattspreite ist lanzettlich. Die Laubblätter haben meist keine Blattöhrchen. Das Blatthäutchen ist ein bewimperter oder unbewimperter häutiger Saum. Die Basis der Blattspreite hat eine stielartige Verbindung zur Blattscheide. Die Blattspreiten sind im Vergleich zu den Halmen sehr groß und handförmig angeordnet und können querlaufende Blattadern aufweisen. Die Blattränder sterben im Winter ab.
Als Blütenstände werden lockere Rispen oder Trauben gebildet, deren Basis von einem kleinen Tragblatt umschlossen sein kann. Die Ährchen sind bei Reife purpurn oder rot und tragen vier bis acht Blütchen. Fruchtbare Ährchen sind gestielt. Die Ährchenachse ist nicht gegliedert und beim letzten Blütchen verlängert. Die Hüllspelzen sind mehr oder weniger behaart, die Spelzenränder sind lang bewimpert. Die untere Hüllspelze ist kürzer als die obere und kann auch ganz fehlen. Die Deckspelze ist eiförmig oder länglich-lanzettlich, beinahe ledrig und lang stachelspitzig. Die Vorspelze ist doppelt gekielt. Die drei Schwellkörper sind eiförmig, dünn, durchscheinend und haben bewimperte Ränder. Die sechs Staubblätter stehen weit aus dem Blütchen hervor und haben gelbe Staubbeutel. Der Fruchtknoten ist eiförmig und trägt nur einen kurzen Griffel mit drei gefiederten Narben. Als Früchte werden bei Reife dunkelbraune Karyopse gebildet.

## Geographische Verbreitung
Das natürliche Verbreitungsgebiet liegt in China, Japan, Korea und im Osten Russlands. Acht Arten sind in China endemisch.

## Verwendung
Aufgrund der großen Ausdehnung der Rhizome werden manche Arten in Japan zur Befestigung von Böden verwendet.

## Krankheiten
Auf verschiedenen Arten der Gattung kommen die Rostpilze Puccinia longicornis, Puccinia sasicola und Puccinia mitriformis vor.

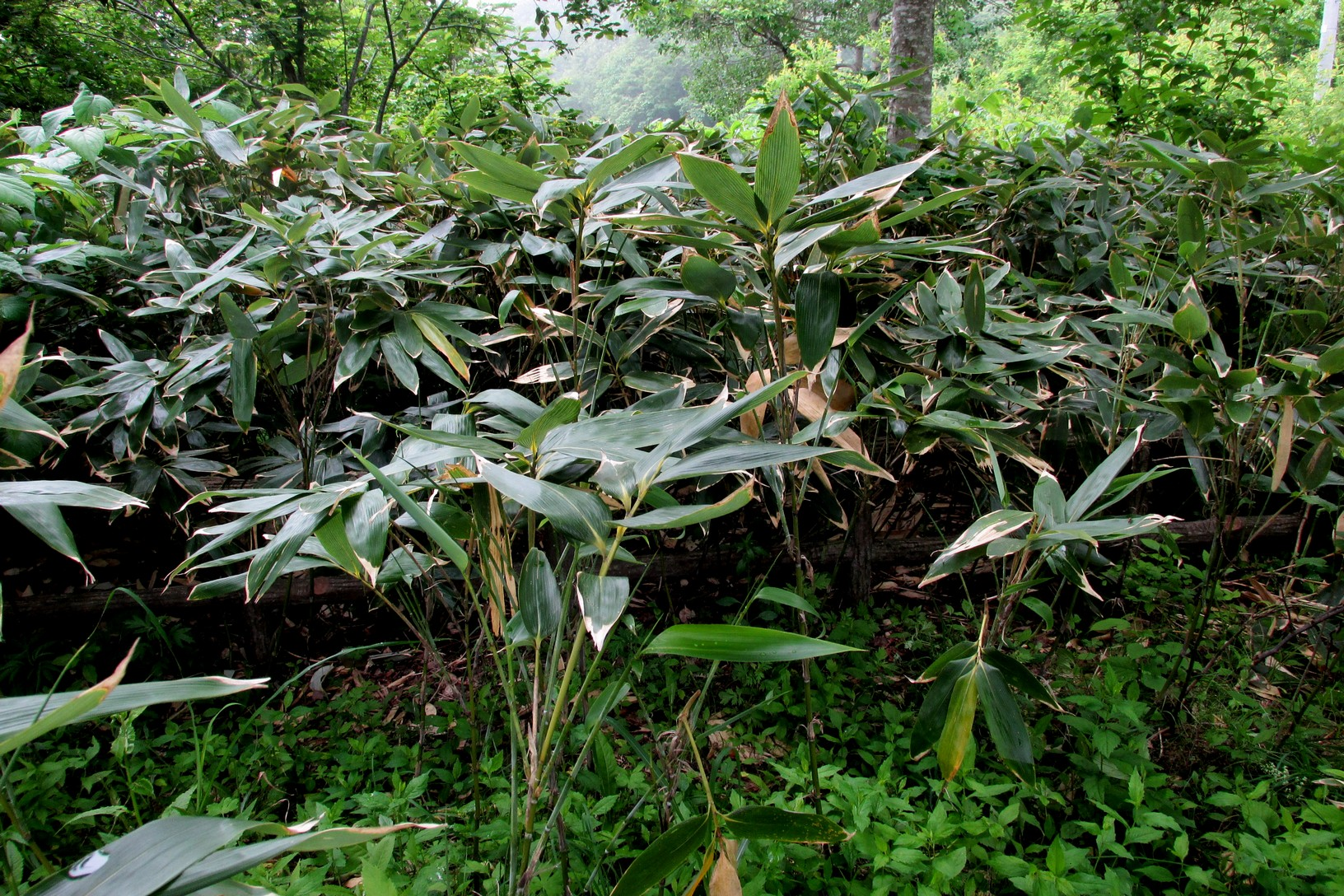
Sasa kurilensis

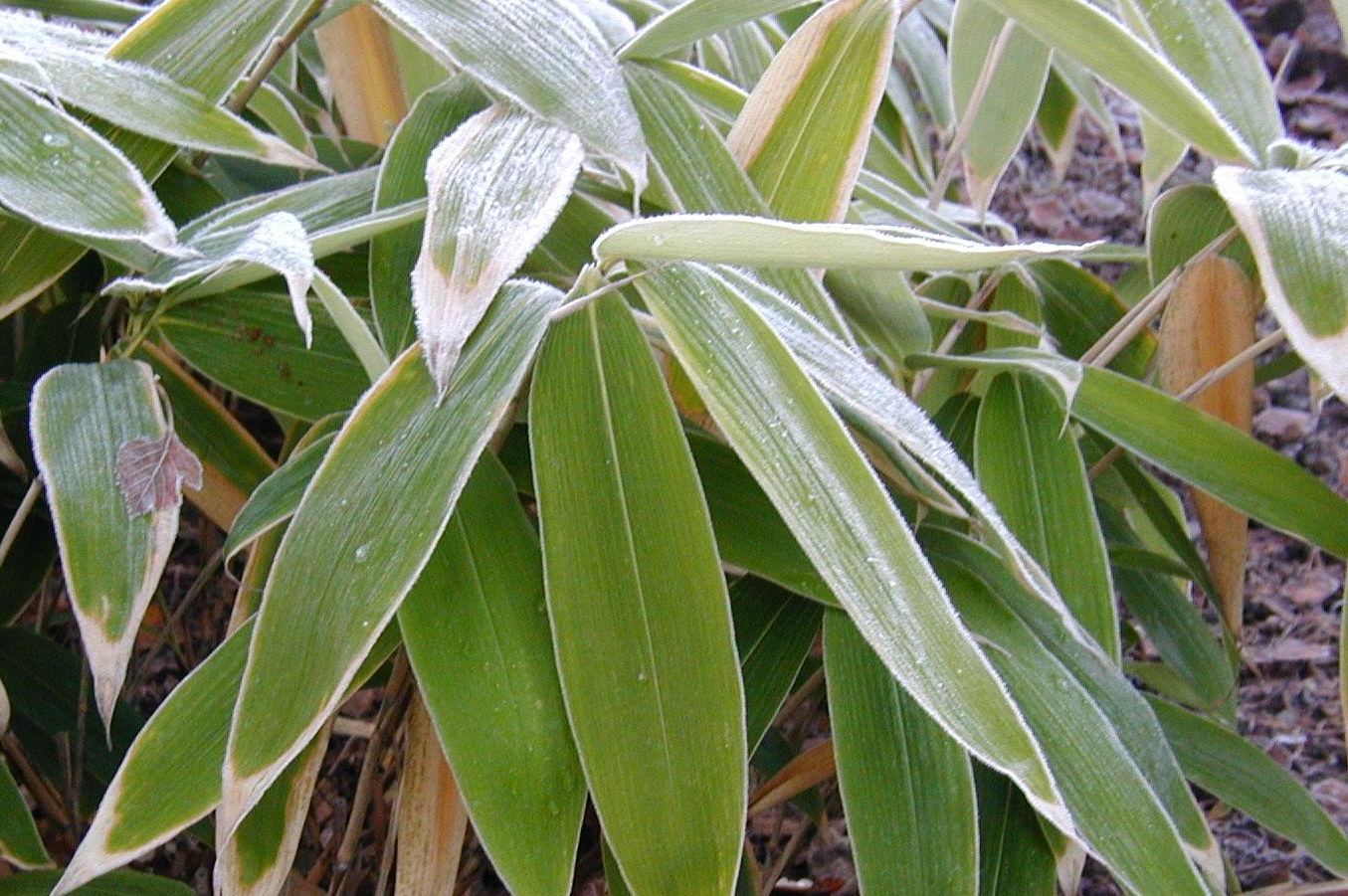
Blätter von Sasa palmata im Winter

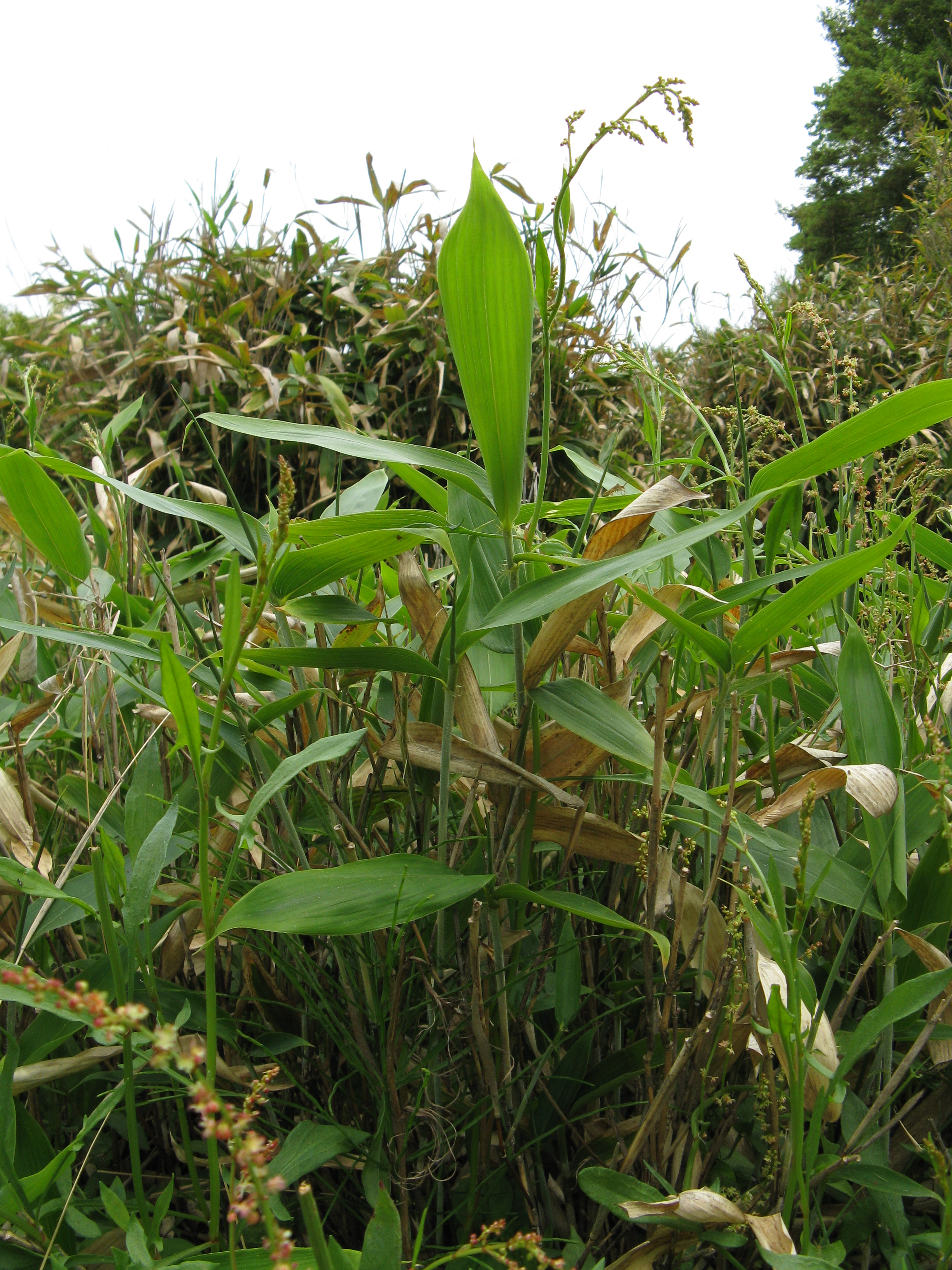
Sasa veitchii

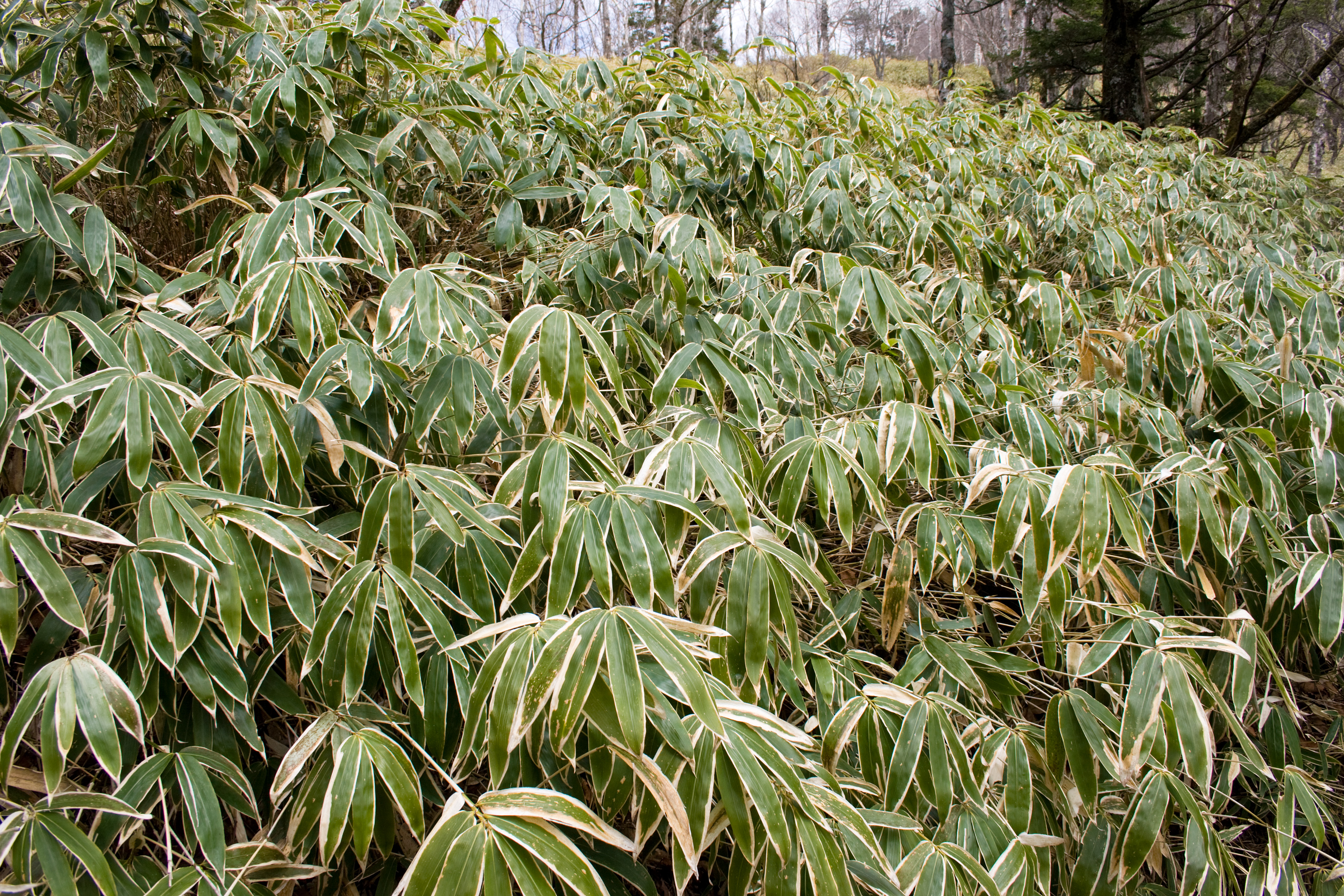
Sasa veitchii

## Systematik
Sasa ist eine Gattung aus der Tribus Arundinarieae in der Familie der Süßgräser (Poaceae), Unterfamilie Bambus (Bambusoideae). Die Gattung wurde 1901 von Tomitaro Makino und Keita Shibata in der japanischen Zeitschrift Botanical Magazine [Shokubutsu-gaku zasshi] Band 15, Seite 18 erstbeschrieben. Synonyme der Gattung sind Neosasamorpha Tatew. und Nipponobambusa Muroi. Der Gattungsname Sasa stammt aus dem Japanischen und ist wahrscheinlich eine Kurzform von sásai na také, was so viel wie „niederwüchsiger Bambus“ heißt.
Es werden zumindest zwei Untergattungen unterschieden:
- Untergattung Sasa: Die Halme und die Blütenstandsachsen sind nicht weiß bemehlt, die Halmscheiden sind kürzer als die Internodien, Blattöhrchen können vorhanden sein, die Zweige gehen in einem Winkel von 20 bis 30 Grad vom Halm ab, die Laubblattspreiten sind matt gefärbt. Der Untergattung werden mehr als 40 Arten zugeordnet, darunter Sasa guangxiensis, Sasa longiligulata, Sasa oblongula, Sasa rubrovaginata und Sasa tomentosa.[10]

- Untergattung Sasamorpha (Nakai) C.H.Hu: Die Halme und die Blütenstandsachsen sind deutlich weiß bemehlt, die Knoten sind flach oder nur leicht erhöht, die Halmscheiden sind länger als die Internodien, die Zweige gehen in einem Winkel von 10 Grad vom Halm ab, die Laubblattspreite ist glänzend. Der Untergattung werden fünf bis 22 Arten zugeordnet, darunter Sasa hubeiensis, Sasa qingyuanensis und Sasa sinica.[11]

Der Gattung werden etwa 45–60 Arten zugerechnet. Nach R. Govaerts sind folgende Arten anerkannt:
- Sasa cernua Makino: Sachalin bis nördliches und zentrales Japan.[8]
- Sasa chartacea (Makino) Makino & Shibata: Hokkaido, Honshu.[8]
- Sasa elegantissima Koidz.: Zentrales und südliches Japan.[8]
- Sasa fugeshiensis Koidz.: Westliches Honshu.[8]
- Sasa gracillima Nakai: Honshu, Kyushu.[8]
- Sasa guangdongensis W.T.Lin & X.B.Ye: Guangdong.[8]
- Sasa guangxiensis C.D.Chu & C.S.Chao: Guangxi, Jiangxi.[8]
- Sasa hainanensis C.D.Chu & C.S.Chao: Hainan.[8]
- Sasa hayatae Makino: Zentrales und südliches Japan.[8]
- Sasa heterotricha Koidz.: Nördliches und zentrales Honshu.[8]
- Sasa hibaconuca Koidz.: Nördliches und zentrales Japan.[8]
- Sasa kagamiana Makino & Uchida: Nördliches Honshu, Shikoku.[8]
- Sasa kurilensis (Rupr.) Makino & Shibata: Sachalin bis nördliches und zentrales Japan, Korea.[8]
- Sasa kurokawana Makino: Honshu, Shikoku.[8]
- Sasa longiligulata McClure: Guangdong, Hunan.[8]
- Sasa magnifica (Nakai) Sad.Suzuki: Zentrales und südliches Japan.[8]
- Sasa magninoda T.H.Wen & G.L.Liao: Jiangxi.[8]
- Sasa megalophylla Makino & Uchida: Sachalin bis Japan.[8]
- Sasa miakeana Sad.Suzuki: Honshu, Shikoku.[8]
- Sasa minensis Sad.Suzuki: Honshu, Shikoku.[8]
- Sasa nipponica (Makino) Makino & Shibata: Zentrales und südliches Japan.[8]
- Sasa oblongula C.H.Hu: Guangdong.[8]
- Sasa occidentalis Sad.Suzuki: Shikoku.[8]
- Sasa palmata (Burb.) E.G.Camus (Syn.: Sasa quelpaertensis Nakai): Sachalin bis Japan, Korea.[8]
- Sasa pubens Nakai: Honshu.[8]
- Sasa pubiculmis Makino: Hokkaido, Honshu, Shikoku.[8]
- Sasa pulcherrima Koidz.: Zentrales und südliches Japan.[8]
- Sasa rubrovaginata C.H.Hu (Syn.: Sasa albosericea W.T.Lin & J.Y.Lin, Sasa duplicata W.T.Lin & Z.J.Feng): Guangxi, Guangdong.[8]
- Sasa samaniana Miyabe & Kudô: Südliches Hokkaido, östliches Honshu.[8]
- Sasa scytophylla Koidz.: Honshu, Shikoku.[8]
- Sasa senanensis (Franch. & Sav.) Rehder: Sachalin bis Japan.[8]
- Sasa septentrionalis Makino: Südliches Sachalin bis nördliches und zentrales Japan.[8]
- Sasa shimidzuana Makino: Japan.[8]
- Sasa subglabra McClure: Hongkong.[8]
- Sasa subvillosa Sad.Suzuki: Honshu.[8]
- Sasa suzukii Nakai: Nördliches und zentrales Honshu.[8]
- Sasa takizawana Makino & Uchida: Südliches Hokkaido, Honshu, Shikoku.[8]
- Sasa tatewakiana Makino: Sachalin bis nördliches und zentrales Japan.[8]
- Sasa tenuifolia Nakai: Südliches Honshu.[8]
- Sasa tokugawana Makino: Zentrales und südliches Japan.[8]
- Sasa tomentosa C.D.Chu & C.S.Chao: Guangxi.[8]
- Sasa tsuboiana Makino: Zentrales und südliches Japan.[8]
- Sasa tsukubensis Nakai: Japan.[8]
- Sasa veitchii (Carrière) Rehder: Sachalin bis südliches Honshu.[8]
- Sasa yahikoensis Makino: Sachalin bis nördliches und zentrales Japan.[8]

Nicht mehr zu dieser Gattung wird gerechnet:
- Sasa bitchuensis Makino =>  Sasaella bitchuensis (Makino) Koidz.[8]
- Sasa borealis (Hack.) Makino & Shibata =>  Sasamorpha borealis (Hack.) Nakai[8]
- Sasa hidaensis Makino =>  Sasaella hidaensis (Makino) Makino[8]
- Sasa hisauchii Makino =>  Sasaella hisauchii (Makino) Makino[8]
- Sasa hubeiensis (C.H.Hu) C.H.Hu =>  Sasamorpha hubeiensis C.H.Hu[8]
- Sasa kogasensis Nakai =>  Sasaella kogasensis (Nakai) Koidz.[8]
- Sasa masamuneana (Makino) C.S.Chao & Renvoize =>  Sasaella masamuneana (Makino) Hatus. & Muroi[8]
- Sasa mollissima Koidz. =>  Sasaella leucorhoda (Koidz.) Koidz.[8]
- Sasa oshidensis Makino & Uchida =>  Sasamorpha oshidensis (Makino & Uchida) Nakai[8]
- Sasa qingyuanensis (C.H.Hu) C.H.Hu =>  Sasamorpha qingyuanensis C.H.Hu[8]
- Sasa ramosa (Makino) Makino & Shibata =>  Sasaella ramosa (Makino) Makino[8]
- Sasa sinica Keng =>  Sasamorpha sinica (Keng) Koidz.[8]